# Mosquée Fatih
Ne doit pas être confondu avec Mosquée Fatih Sultan Mehmet.
La Mosquée Fatih (en turc : Fatih Camii) ou Mosquée du Conquérant est une mosquée impériale ottomane située dans le district de Fatih (district) en Turquie.
Elle porte le nom du Sultan ottoman Mehmed II, ou Fatih Sultan Mehmed pour les turcs, qui en 1453 conquit Constantinople, jusqu'alors capitale de l'empire byzantin.
C'est l'un des plus grands exemples d'architecture ottomane et islamique à Istanbul.
Le complexe comprend également la médersa Sahn-ı Seman, fondée par l'astronome turc Ali Qushji, invité du Sultan Mehmed à Constantinople. Étaient enseignées les sciences islamiques traditionnelles, comme la  théologie, la loi, la médecine, l'astronomie, la physique et les mathématiques.

## Histoire
La mosquée Fatih est un édifice de fonction religieuse et sociale, de taille sans précédent à Constantinople, érigé entre 1463 et 1470 sur ordre de Mehmed II sur le site de l'ancienne Église des Saints-Apôtres (Constantinople), en très mauvais état après la conquête, qui fut détruite en 1461 pour faire place au nouvel édifice. Conçue par l'architecte Atik Sinan, cette mosquée est le premier projet monumental inaugurant la tradition architecturale impériale ottomane.
Le complexe original incluait un ensemble de constructions auxiliaires organisées autour de la mosquée, sur une superficie de 325 m2, s'étendant de la Corne d'Or à la rue Fevzipasa.
Se dressaient alors huit médersas, une bibliothèque, un hôpital, un hospice, un caravansérail, un marché, un hammam, une école primaire et des soupes populaires, auxquels se sont ajoutées avec le temps des turbe, dont celle de Mehmed II, rouverte au public après restauration en mai 2018.
La mosquée originale a été endommagée lors des tremblements de terre de 1509, 1557 et 1754, mais fut toujours reconstruite. Les dégâts les plus importants, ceux du 22 mai 1766, ont été réparés par l'architecte Mimar Mehmet Tahir sous l'ordre du Sultan Mustafa III, les plans furent redessinés et une nouvelle coupole érigée, les travaux furent achevés en 1771.

## Architecture

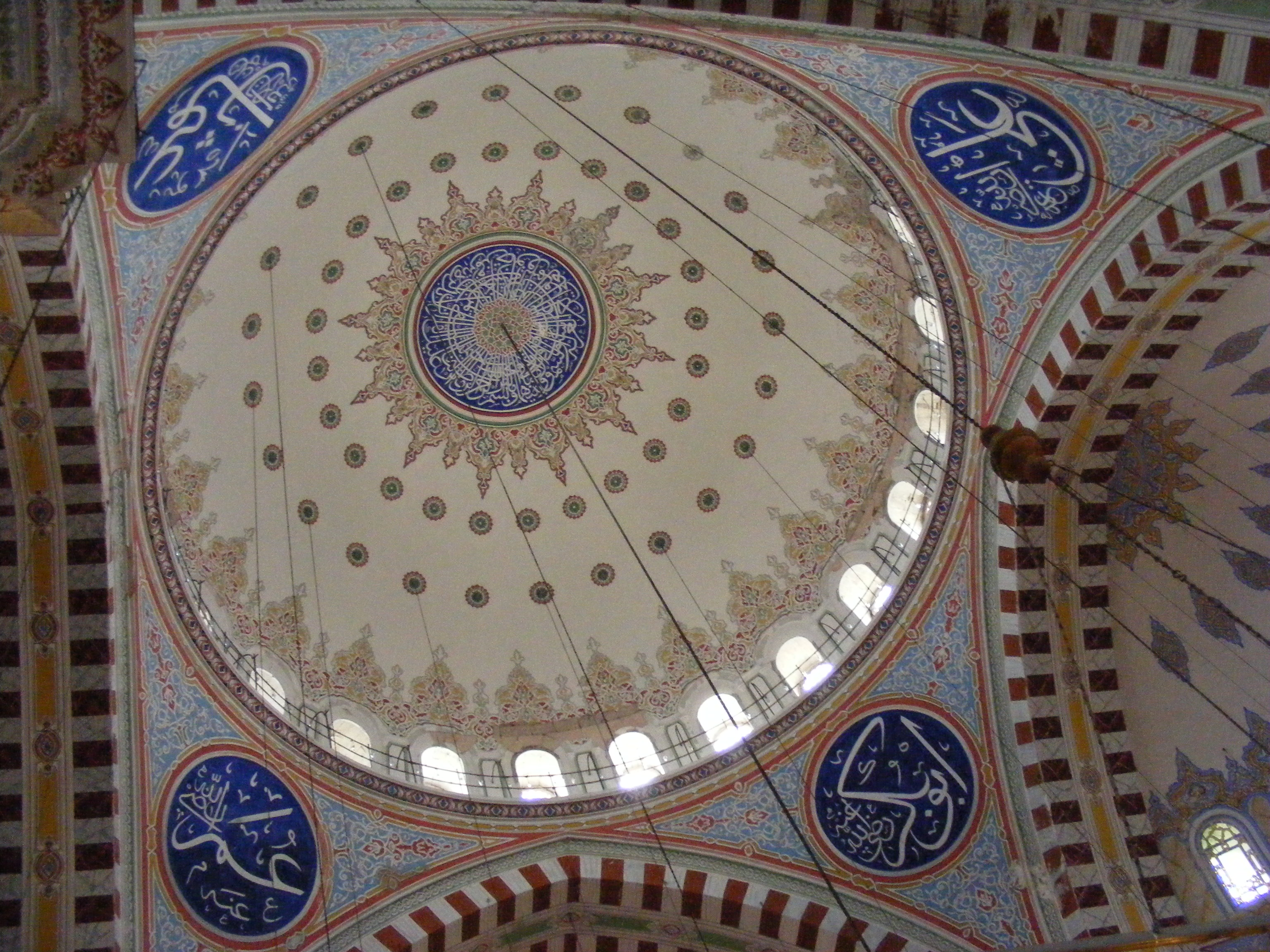
Dôme de la Mosquée Fatih.

### Extérieur
La première mosquée supportait un dôme central de 26 mètres de diamètre et un seul demi-dôme de même diamètre, suspendu par quatre arcs.
La seconde mosquée, de 1771, a été érigée selon un plan carré qui lui fait soutenir un dôme central entouré de quatre demi-dômes.
La cour, le portail d'entrée et les parties inférieures des minarets, sont quant à eux, issus de la construction originale.

### Intérieur
L'intérieur de la mosquée est un exemple type du style inventé par l'architecte originel Atik Sinan, repris par ses successeurs dans les édifices de Constantinople (directement inspiré de la basilique Sainte-Sophie).
Les dôme et demi-dômes sont soutenus par quatre grandes colonnes de marbre dites à "pattes d'éléphant".
La construction comporte deux minarets avec des galeries jumelles, la calligraphie et le minbar sont d'influence baroque.
Les tuiles blanches de basse qualité ne sont cependant pas comparables à la splendeur des carreaux d'Iznik, comme dans la mosquée de Rüstem Pacha, construite durant la même période.
Le mihrab date de la construction originale.